# Guaduas (kommun)
Guaduas är en kommun i Colombia.   Den ligger i departementet Cundinamarca, i den centrala delen av landet, 80 km nordväst om huvudstaden Bogotá. Antalet invånare är 31 831. Arean är 757 kvadratkilometer.
Terrängen i Guaduas är kuperad åt nordväst, men åt sydost är den bergig.